# Denis Suárez
Denis Suárez Fernández (født 6. januar 1994 i Salceda de Caselas, Spanien) er en spansk fodboldspiller, der spiller som midtbanespiller hos La Liga-klubben FC Barcelona.